# Copacabana (película de 1947)
Copacabana es una película estadounidense dirigida por Alfred E. Green y protagonizada, como estrellas principales, por Groucho Marx y Carmen Miranda. En ella, un agente del mundo del espectáculo recibe a su único cliente, que contrata a Carmen Miranda, pero creyendo que se trata de dos cantantes diferentes (Carmen Navarro y Mademoiselle Fifi).

## Reparto
- Groucho Marx como Lionel Q. Devereaux.
- Carmen Miranda como Carmen Navarro / Mademoiselle Fifi.
- Steve Cochran como Steve Hunt
- Andy Russell como él mismo.
- Gloria Jean como Anne Stuart.
- Abel Green, editor de Variety, como él mismo.
- Louis Sobol como él mismo, columnista.
- Earl Wilson como él mismo, columnista.
- Ralph Sanford como Liggett.

- Datos: Q3206148
- Multimedia: Copacabana (1947 film) / Q3206148